# 谢利亚夫诺耶农村居民点
谢利亚夫诺耶农村居民点（俄语：Селявинское сельское поселение）是俄罗斯联邦沃罗涅日州利斯基区所属的一个农村居民点。其下辖有4个居民点，行政中心为谢利亚夫诺耶。据2016年统计，该农村居民点的人口为1092人。